# The Jackson 5
The Jackson 5 (також The Jackson Five, The Jackson 5ive, J5) — американський поп-гурт, утворений в 1965 році.
Після розриву контракту з фірмою «Motown» гурт The Jackson 5 змінив назву на The Jacksons, до складу гурту ввійшли: Джекі (Jackie), справжнє ім'я Зігмунд Еско Джексон (Zigmund Esco Jackson), 4.05.1951, Гейрі, Індіана, США — вокал, гітара, ударні; Тіто (Tito), справжнє ім'я Торіано Ейдерілл Джексон (Toriano Adarill Jackson), 15.10.1953, Гейрі, Індіана, США — вокал, гітара, клавішні; Марлон (Marlon), справжнє ім'я Марлон Дейвід Джексон (Marion David Jackson), 12.03.1957, Гейрі, Індіана, США — вокал, клавішні, ударні; Майкл (Michael), справжнє ім'я Майкл Джозеф Джексон (Michael Joseph Jackson), 29.08.1958, Гейрі, Індіана, США — вокал, клавішні, ударні та Ренді (Randy), справжнє ім'я Стівен Рендалл Джексон (Steven Randall Jackson), 29.10.1962, Гейрі, Індіана, США — ударні, вокал, який замінив свого брата Джермейна, що виступав у складі The Jackson 5.
Новий контракт братів з фірмою «Epic» мав вигідніші умови, ніж попередній з «Motown» і, найголовніше — гурту гарантувалась музична незалежність. Щоправда авторами, аранжувальниками та продюсерами їх перших платівок, записаних для нової фірми, були шефи спілки «Gamble & Huff», чий великий досвід гарантував професійніше звучання Джексонів.
Сингли «Enjoy Yourself» та «Show You The Way To Go» (обидва 1977 року) здобули чималий успіх в американському чарті, а другий з них потрапив навіть на верхівку британського. Проте другий альбом формації «Goin' Places», записаний також у співпраці з Кенні Гемблом та Леоном Хаффом, виявився передвісником творчої кризи гурту. Намагаючись якось цьому запобігти, під час роботи над черговим альбомом «Destiny» Джексони взяли під свій контроль написання та продюсування нового матеріалу, що врешті-решт принесло свої результати — цілу серію великих світових хітів. Наприклад, твір «Blame It On The Boogie» вдало схоплював настрої ринку музики диско, який тільки зароджувався, у той час, як «Shake Your Body (Down To The Ground)» авторства учасників гурту, доводила зрослу артистичну зрілість Майкла Джексона. Однак успіх першого «зрілого» сольного альбому Майкла «Off The Wall», що з'явився на музичному ринку 1979 року, відвернув його увагу від діяльності гурту.
На черговому лонгплеї Джексонів «Triumph» брати знову повторили найкращі задуми попередньої роботи, але це не зашкодило (в першу чергу завдяки комерційній силі вокалу Майкла) таким творам, як «Can You Feel It?», «Heartbreak Hotel» та «Lonely One» стати хіт-синглами по обидва боки Атлантики. Американське турне Джексонів 1981 року ще більше підкреслило домінуючу роль Майкла, а до альбому «Live» крім репертуару гурту потрапило багато сольних хітів вокаліста.
У період з 1981 по виданий 1984 року лонгплей гурту «Victory» Майкл записав «Thriller» — альбом, що найкраще продавався за всі часи. Коли з'явився новий лонгплей братів, то стало зрозуміло, що Майкл брав незначну участь у його створенні, і це без сумніву вплинуло на досить малий успіх платівки. Сингл «State Of Shock» з цього альбому, на якому Майкл співав у дуеті з Міком Джаггером, хоч і став чималим хітом, проте повністю не виправдав покладені на нього надії. Однак концертне турне «Victory», у яке брати вирушили влітку 1984 року, оточувала аура істерії, а Джексонам дорікали за те, що вони підняли ціни на квитки до такого рівня, що чорношкірі фани гурту не в змозі були їх придбати.
Попри те, що під час цього турне на сцені після перерви з 1975 року поряд з братами стояв Джермейн, вся увага преси та публіки була сконцентрована на Майклі. Зробивши висновки, що всьому гурту випала роль бути лише фоном для сольних виступів Майкла,гурт розпався. Внаслідок цього Майкл засвідчив, що в майбутньому більше не збирається співпрацювати з ними.
Після його виходу зі складу гурту Джексони намагалися щось зробити без Майкла, але пройшло аж 5 років, доки на музичному ринку з'явився наступний альбом «2300 Jackson Street», що лише поглибив їх проблему: усвідомивши, що Майкл не брав участі у цій роботі (приєднався до гурту лише на заголовному творі), преса повністю проігнорувала нову пропозицію The Jackson. Відтоді на музичному ринку з'являлися лише сольні проєкти членів родини Джексонів, що були зроблені в атмосфері взаємонепорозуміння, звинувачень, пліток.
У листопаді 1992 року в Америці вийшла перша частина серіалу «The Jacksons: An American Dream», який розповідав про життя родини Джексонів та їх гурту аж до концертного турне «Victory».

## Дискографія

### The Jackson 5
- 1969: Diana Ross Presents The Jackson 5
- 1970: ABC
- 1970: Third Album
- 1970: The Jackson 5 Christmas Album
- 1971: Maybe Tomorrow
- 1972: Lookin' Through The Windows
- 1973: Skywriter
- 1973: Get It Together
- 1974: Dancing Machine
- 1975: Moving Violation

### The Jacksons
- 1976: The Jacksons
- 1977: Going Places
- 1978: Destiny
- 1980: Triumph
- 1981: Live
- 1984: Victory
- 1989: 2300 Jackson Street